# Krzyż Skarżyńskich

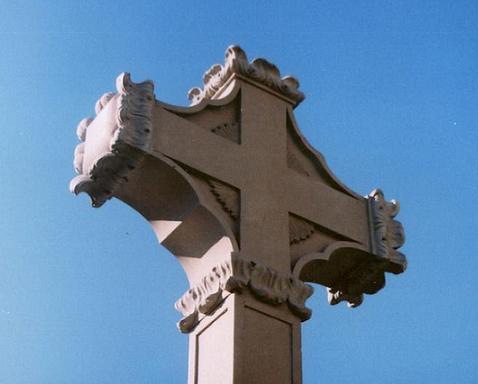
rewers krzyża

Krzyż Skarżyńskich – rzeźba w kamieniu wapiennym znajdująca się przy wjeździe do wsi Sokolniki Wielkie wpisana do rejestru zabytków województwa wielkopolskiego pod numerem: 19.05.2008/121/WLKP/B.

## Położenie
Krzyż przydrożny po konserwacji w 2007 roku, ponownie wystawiony, znajduje się przy wjeździe do wioski Sokolniki Wielkie, tak zadecydowali mieszkańcy. Pierwotnie stał przy rozwidleniu drogi z Kaźmierza do Sokolnik Wielkich zwrócony w kierunku Sokolnik Małych, wskazywał drogę, co przekazały siostry Urszulanki. Dom zakonny sióstr, przy nowym kościele (1995) pw.św. Urszuli Ledóchowskiej, znajduje się w Sokolnikach Wielkich.

## Inskrypcja fundacyjna
Powstanie krzyża upamiętnia, wyryta frakturą, inskrypcja fundacyjna:

Wincenty i Antonina Skarżyńscy wystawili w roku 1846.

Fundatorzy byli właścicielami majątku ziemskiego w Sokolnikach Wielkich, który zakupili w roku wystawienia krzyża, od rodziny Trąmpczyńskich, spokrewnionej z rodziną Jarochowskich z Sokolnik Małych, a także rodziną Skarżyńskich poprzez małżeństwo Wandy Jarochowskiej z Henrykiem Skarżyńskim.

## Opis
Krzyż z Sokolnik to rzeźba wykonana z trzech części piaskowca połączonych na zaprawę. W górnej części, w bryle kamienia wyrzeźbiony został krzyż grecki – równoramienny (rozpiętość 86 cm), zakończenia ramion obwiedzione są uproszczonym liściem akantu i połączone wolutami. W centrum krzyża greckiego znajduje się tondo (średnica 36 cm) z wizerunkiem Matki Boskiej z Dzieciątkiem – odwzorowanie obrazu Rafaela Santi Madonna della seggiola. Na rewersie, w obwodzie tonda, pomiędzy ramionami krzyża, widoczne są promienie – ryt prostych linii. Rzeźba krzyża greckiego z wizerunkiem Matki Boskiej z Dzieciątkiem w tondzie osadzona została na czworobocznym filarze, postawionym na cokole. Filar (wysokości 159 cm) zdobi motyw maswerku wyrzeźbiony z czterech stron kamiennego bloku, u nasady obwiedziony ornamentyką czworoliścia. Cokół (wielkości 150 cm), jako trzeci element rzeźbiarski również posiada dekoracje w stylu neogotyckim. Krzyż w całości ma wysokości 395 cm. Tektonika, z użyciem części składowych, umożliwia demontaż krzyża, co ułatwiło jego ukrycie przez mieszkańców przed niemieckim najeźdźcą, w czasie II wojny światowej.
Fundator Wincenty Skarzynski w roku 1844 w Dreźnie poślubił wdowę po Rajmundzie Rembielińskim, Antoninę z Weltzów. 